# کومو (مینیاپولیس)
کومو (به انگلیسی: Como) یک منطقهٔ مسکونی در ایالات متحده آمریکا است که در مینیاپولیس واقع شده‌است. کومو ۶٬۲۸۸ نفر جمعیت دارد.